# Live at the Fillmore (album Cypress Hill)
Live at the Fillmore – album koncertowy zespołu Cypress Hill wydany 12 grudnia 2000 roku, zawierający nagrania pochodzące z koncertu zespołu 16 sierpnia tego samego roku w hali The Fillmore w San Francisco.

## Lista utworów
1. Hand on the Pump
2. Real Estate
3. How I Could Just Kill a Man
4. Insane in the Brain
5. Pigs
6. Looking Through the Eye of a Pig
7. Cock the Hammer
8. Checkmate
9. Can't Get the Best of Me
10. Lick a Shot
11. A to the K
12. I Ain't Goin' Out Like That
13. I Wanna Get High
14. Stoned Is the Ay of the Walk
15. Hits From the Bong
16. Riot Starter
17. (Rock) Superstar